# Santa Maria del Pòpulo
Santa Maria del Pòpulo és una obra del municipi de Vallfogona de Ripollès (Ripollès) inclosa en l'Inventari del Patrimoni Arquitectònic de Catalunya.

## Descripció
Es tracta d'una torre quadrada en pedra i coberta de teula àrab a quatre vessants a les bandes sud i de ponent, just sota la teulada hi ha dos petites finestres a cada façana, amb un arc de mig punt, tapiades en l'actualitat. L'aparell ha estat fet amb petits carreus escairats a cop de maceta en filades poc uniformes però regulars. L'església era de nau única. A la façana de ponent hi ha una porta no original a la que s'hi arriba a través d'una escala exterior, i que porta a una petita cambra a l'interior del campanar, a on hi ha un rellotge antic molt ben conservat. A la façana sud, sota les arcades, es pot veure sobre el mur, l'obertura de la primitiva porta de la torre, que estava sobre la volta de l'església. La cambra del rellotge està arrebossada interiorment i molt acurada. Sobre el carener de la teulada, estan les campanes de les hores.

## Història
El campanar del Pòpulo, pertanyia a l'antiga església de la Mare de Déu del Pòpulo, que cap al segle xii va fer construir el senyor de Vallfogona, al costat del seu castell. La capella no és esmentada per la documentació fins a l'any 1282, quan Dalmau de Palol li llegà uns capms; s'anomenà aleshores «de Sancta Maria sita prope stadium de Sala Vallefaecunda». Tenia culte segons les vsistes pastorals dels anys 1387 i 1432. En aquesta darrera data acabava de ser reparada la coberta o volta «cohopertura», que devia haver caigut a causa del terratrèmol de terratrèmol de Catalunya de 1428 conegut popularment com el terratrèmol de la candelera que tingué l'epicentre situat prop de Camprodon. L'altar i la imatge de la Mare de Déu del Pòpul, l'any 1778 foren traslladats al santuari de la Mare de Déu de la Salut, proper a l'església parroquial.
De l'església, actualment desapareguda, només queda el parament interior nord de la nau, i l'arrancada de la volta, igual que el campanar adossat en aquest mur amb finestres dobles cegades sota el ràfec. En l'actualitat la part alta del campanar serveix com a cambra pel rellotge.
Per les característiques de l'aparell es pot considerar que es tracta d'una construcció del segle xii, bé que fidel encara a les característiques tecnològiques del segle anterior.